# Кочубей Василь Васильович (полковник)
Василь Васильович Кочубей (1680 — пом. 21 серпня 1743) — значний військовий товариш (1708—1718), бунчуковий товариш, полковник Полтавського полку (1727—1743), старший син генерального судді В. Л. Кочубея. У 1743 р. невідомою особою та з невідомої причини на нього було подано донос. Того ж року він помер, похований в селі Жуки на Полтавщині.

## Родина
Народився в родині генерального писаря, а потім — генерального судді Василя Кочубея та Любові Кочубей (Жученко). 
Василь Кочубей був одружений двічі. Щодо першої дружини дослідники досі не мають одностайної думки. За однією із версій першою дружиною Василя була донька майбутнього гетьмана Д. Апостола — Анастасія, з якою вони побралися взимку 1708 р. Це весілля відсвяткували у Диканьці. Навесні 1708 р. суддя Кочубей свідчив, що мав великі витрати, адже нещодавно справив два весілля: дочці (Катерині) та синові (вочевидь, Василеві, бо Федір, за словами батька, був ще малим).
Існують також версії, що першою дружиною полковника В. Кочубея була чи то Марфа Андріївна Скоропадська чи то Марфа Іванівна Апостол — онука гетьмана Д. Апостола (дочка його старшого сина Івана).
Після того, як перша дружина померла через хворобу, Василь зостався вдівцем із малолітніми дітьми, зокрема Ганною.
Друге його одруження відбулося при романтичних обставинах. Допомагаючи сотнику полтавського полку засватати дівчину, Василь сам одружився із нею, адже це було кохання з першого погляду. Його нареченою стала Марія (Марфа) Іванівна Янович (?–29.10.1742) — сестра глухівського отамана І. Яновича. За іншою версією, другою жінкою Василя була Анна Янович — дочка глухівського сотника та сестра Івана — глухівського сотенного отамана.
Джерела говорять, що «Василий Васильевич имел двадцять детей», та наразі відомо про 10-х дітей: 5 синів (Павла, Івана, Семена, Василя, Петра) і 5 доньок (Олену, Марфу, Анастасію, Ганну та Уляну).

## Служба
Освіту  здобув  у Києво-Могилянській  академії,  ймовірно, наприкінці  1690-х  –  на  початку  1700-х років.  Закінчив  повний  курс  навчання.
1708 р. розпочав канцелярську службу і згадувався серед знатних військових товаришів. Завдяки впливовому походженню й відомим родичам, у 1718 р. йому було надано чин бунчукового товариша. На початку 1723 брав участь у старшинському посольстві від наказного гетьмана П. Полуботка до царя Петра І. У 1725-1729 рр.  брав  участь  у  Гілянському  поході.
Після призначення миргородського полковника Д. Апостола гетьманом його  зять  Василь Кочубей  став  полтавським  полковником. Це сталося у 1727  або 1729  році.
Служба полковника припала на часи будівництва Української лінії та Російсько-турецької  війни 1735-1739 років.
Освіта і близькість до гетьмана дозволили Василю Кочубею зайняти високе положення в суспільстві. Поряд  з  військовою  службою  В. Кочубей  вів  цивільні  справи. Наприклад, увесь  1735  рік полковник у  Москві,  де  працював  у  складі кодифікаційної комісії.

## Статки
У 1709 р. разом із молодшим братом Федором отримали у спадок від діда Ф. Жученка с. Жуки та слобідку Локовщину. А в 1726 р. Василь успадкував Дубовичі. По смерті матері успадкував х. Ретик. 

## Смерть
У  жовтні  1742 р.  померла  його  дружина,  сам В. Кочубей  сильно  хворів. Помер  у  селі  Жуки під Полтавою, де його поховали 19 серпня 
1743 р. в Покровській церкві.
1914 р.  під  час  ремонту  Покровської  церкви  було  відкрито  склеп,  у  якому виявлено добре збережений шовковий одяг полковника і натільні хрестики. Тут же була похована його друга дружина і двоє дітей (імена і роки життя не 
встановлені). Церкву  в с. Жуки після встановлення радянської влади розібрали. 